# ميلبوروك (إلينوي)
ميلبوروك (بالإنجليزية: Millbrook)‏ هي منطقة سكنية تقع في الولايات المتحدة في إلينوي.